# جويل رايت
جويل رايت هو لاعب كرة القدم الكندية كندي، ولد في 27 أغسطس 1980 في Stoney Creek, Ontario ‏ في كندا.